# Descobriment i conquesta de l'Argentina

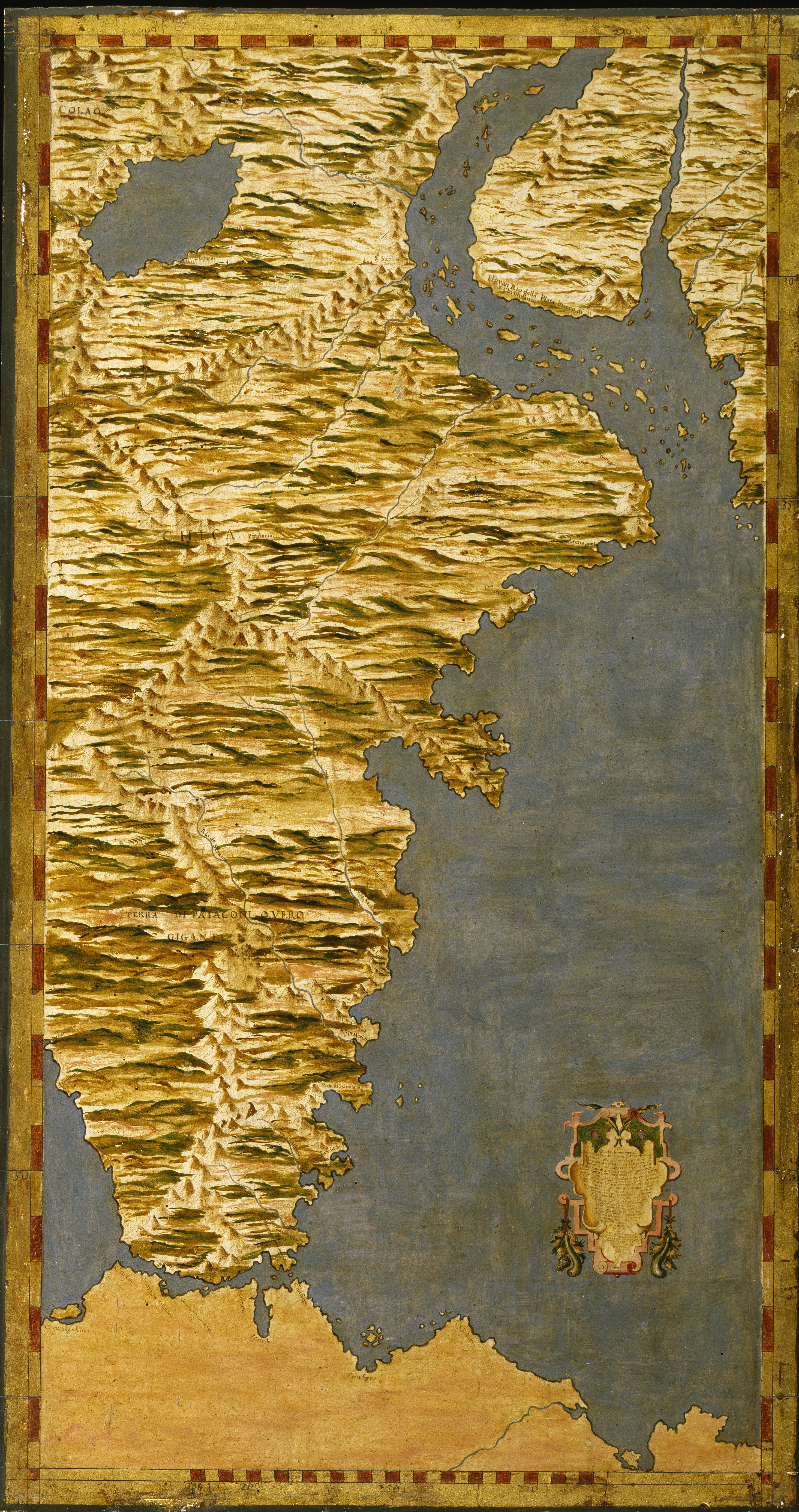
El sud d'Amèrica del Sud, en un mapa publicat c. 1570 per l'italià Ignazio Danti

El període del descobriment i de la conquesta espanyola del territori de l'actual República Argentina va ser un llarg espai de temps que va ocupar gairebé tot el segle xvi. Durant aquest període el territori va estar sota el domini de diversos poders.
L'Imperi espanyol va ingressar i es va instal·lar precàriament en un sector del territori amb epicentre a la regió de Tucma (espanyolitzada com Tucumán), a l'actual nord-est argentí, i no es van poder establir plenament el seu domini a causa de la resistència diaguita que va tenir el seu apogeu en les Guerres Calchaquís (1560-1667).
La conquesta del sector espanyol de l'actual territori argentí va començar des de quatre direccions: 
- des del nord-oest per la Puna,
- des del nord-est per Asunción,
- des del sud-est pel Riu de la Plata,
- des de l'oest per Xile, regió amb la qual la actual regió del Nuevo Cuyo es mantindria en estreta relació.

Aquests territoris no van formar cap entitat unificada i van passar a integrar el Virregnat del Perú.
Un gran sector de l'actual territori argentí no va ser conquerit ni colonitzat per l'Imperi espanyol, principalment la regió de la Pampa i la Patagònia oriental (dominada per diferents fraccions de la cultura tehueltxe) i la plana del Chaco (dominada per les poblacions guaycurús i wichís). Aquests territoris serien conquerits pels argentins al segle xix, després de la independència de l'Argentina.
Sobre el final del període es van fundar algunes poblacions espanyoles a la Mesopotamia, però la major part del territori va quedar sota domini de la cultura guaraní.
Durant aquest primer segle posterior a l'arribada dels espanyols a Amèrica es va produir la catàstrofe demogràfica a Amèrica després de l'arribada dels europeus. La mortaldat indígena va causar al seu torn, sobre el final de l'etapa, la importació d'esclaus negres segrestats a l'Àfrica.
La data inicial d'aquest període s'estableix el 1516, data de l'expedició de Juan Díaz de Solís, el primer explorador espanyol a visitar el Riu de la Plata. La data final s'estableix entorn de l'any 1593, quan va acabar l'etapa de les fundacions de les ciutats espanyoles que serien més tard capitals de les províncies argentines, i fossin nomenats els primers dos governadors nascuts a Amèrica a les dues províncies llavors existents: Hernandarias i Fernando de Zárate.

## Els pobles originaris
Al moment de l'arribada dels espanyols a l'Argentina, el territori estava habitat per una gran quantitat d'ètnies, racialment poc similars entre si, i culturament molt diferents. Al sud, a les planes de la Pampa i el Chaco habitaven grups de caçadors-recol·lectors: het, tehueltxes, wichís, guaycurús, vilelas, etc. Al nord-oest habitaven pobles de cultura agroterrissera, que conreaven terrenys irrigats artificialment (els diaguitas, els omaguacas i els tonocotés). També al nord-est existien poblacions agrícoles, que sembraven els seus cultius en terrenys selvàtics netejats per mitjà de l'artiatge (els guaranís). Finalment, a la zona serrana central i de l'oest vivien pobles que practicaven una agricultura més primitiva, i dels quals formaven part grups dedicats exclusivament a la caça i recol·lecció (els comechingones i els huarpes).
A finals del segle xv, l'Imperi Inca havia sotmès a la totalitat de les poblacions omaguacas i diaguitas, i havien convertit a huarpes i tonocotés a vassalls. L'expansió dels inques facilitaria la subsegüent invasió espanyola, al tenir acostumades a les poblacions locals a l'obediència i el vassallatge, i en difondre àmpliament la llengua quítxua per un ampli territori, que incloïa tot el nord-oest i l'oest de l'actual Argentina.

## El descobriment

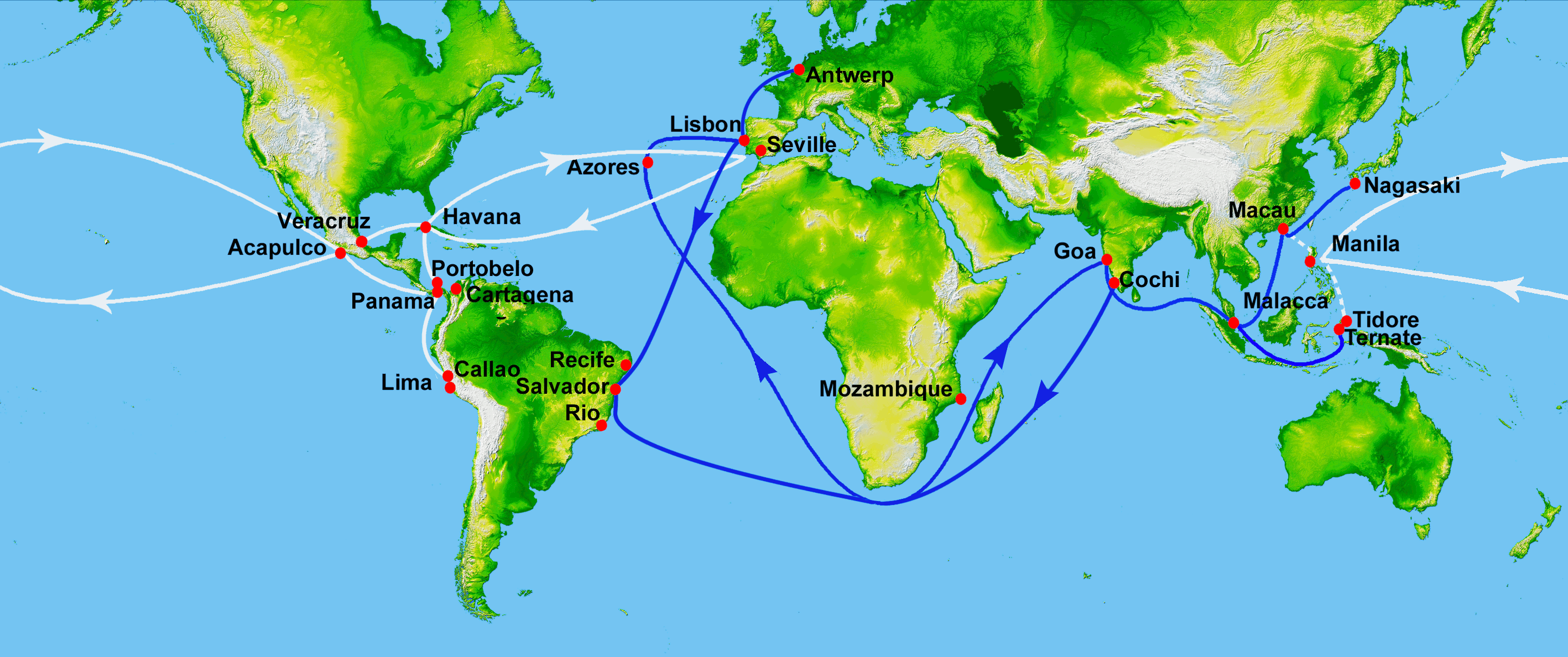
Rutes comercials espanyola (blanc) i portuguesa (blau) amb Àsia

Els primers europeus que van arribar a l'àrea on està situada l'Argentina ho van fer buscant un pas cap a Àsia. En aquells dies, Amèrica era només un obstacle entre Espanya i les riqueses de les espècies de Catai i Cipangu, a Àsia. La zona, a més, estava situada aproximadament sobre la Línia de Tordesillas, límit no ben establert de repartiment de les àrees de navegació i conquesta pactades entre l'Imperi espanyol i l'Imperi Portuguès, per tant, tenia per a tots dos països la condició de frontera encara no ocupada.
Encara que hi ha moltes discussions sobre l'autenticitat dels viatges d'Amerigo Vespucci, coneguts per les seves famoses sis cartes o mapes (en la quarta, anomenada Mundus Novus, és on denomina «Nou Món» a la terra a la qual va arribar Colom), diversos historiadors defensen que va participar de la primera expedició europea (portuguesa) a arribar a l'actual territori argentí o més aviat a les aigües del Riu de la Plata i a les de la Patagònia oriental, el 1502. D'aquesta expedició no es guarda registre del nom del capità (segons alguns autors va ser Gonçalo Coelho), ni del pilot, ni de cap dels expedicionaris amb excepció de Vespucci. En una de les seves cartes, Vespucci descriu un riu que, per la seva amplada, no pot ser cap altre que el Riu de la Plata: «Passat aquest cap entra un riu de mes de vint llegües d'ample, a on hi ha gent que mengen carn humana».
No obstant això, hi ha una controvèrsia (antiga i encara no resolta) en la tradició historiogràfica sobre la veracitat o no dels viatges de Vespucci al territori rioplatenc; diversos historiadors dubten en la identificació del descrit suposadament per Vespucci, o fins i tot de l'autoria de la carta referida al Riu de la Plata, considerant-la apòcrifa. En aquesta carta, Vespucci afirmava haver arribat fins als 52° S, però també afirmava haver perdut de vista la costa als 32° S, a l'altura de l'actual Riu Grande (Brasil). D'altra banda, en cap paràgraf de la seva carta esmenta paisatges esteparis o àrids com els que hauria d'haver vist al sud del Riu de la Plata, especialment a la regió patagona.
En 1516 el navegant Juan Díaz de Solís va visitar el que actualment es coneix com l'Argentina, navegant el Riu de la Plata, al que va denominar Mar Dulce, arribant fins a l'illa Martín García i navegant un breu tros del riu Uruguai, on va morir en un combat amb els xarrues, o bé els guaranís. És, per tant, el primer europeu del que tinguem constància segura a trepitjar sòl de l'actual Argentina.
En tornar a Espanya, una de les caravel·les va naufragar davant de l'illa Santa Catarina (actual Brasil), quedant abandonats allà divuit nàufrags. Un d'ells, Alejo García, va ser el primer a conèixer la llegenda del Rei Blanc, un monarca d'un país tan ric en argent que estava recobert en ella, origen al seu torn del terme «Argentina» (terra d'argent). Alejo García va realitzar una excursió a les terres del Rei Blanc, amb un grup de guaranís, arribant fins a zones properes al Cerro Rico de Potosí, on es va fer d'un enorme tresor de peces de plata. A la tornada va morir en un combat amb els indis payaguàs.
Entre 1519 i 1520, Fernão de Magalhães, en el primer i famós viatge de circumval·lació del món, va recórrer tota la costa de l'actual Argentina, fins a l'estret que porta el seu nom al qual va arribar el 21 d'octubre de 1520. En el seu viatge, durant el qual va recórrer la totalitat del litoral continental argentí, es va trobar amb els tehueltxes, als quals per la seva altura va anomenar «patagons» (potser sobre la base d'un personatge de ficció de l'època) i va descobrir l'estret que porta el seu nom. Es creu que naus de l'expedició, desviades per causa d'un temporal, podrien haver arribat a les illes Malvines; en la seva expedició va viatjar el cronista Antonio Pigafetta, autor de les primeres descripcions geogràfiques del país.
En 1525 fra García Jofre de Loaisa va dirigir una expedició que va recórrer la Patagònia i fins i tot es van establir breument al port Santa Cruz per reparar dues naus.

## L'expedició de Cabot

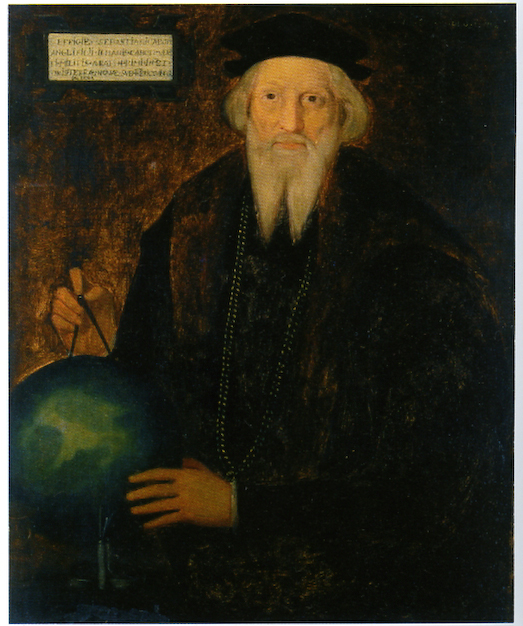
Sebastià Cabot (c. 1484-1557)

El 1526, l'italià Sebastià Cabot va salpar d'Espanya per dirigir-se a les illes Moluques, a Oceania, amb l'objecte de repetir el viatge de Magalhães i Elcano. En arribar a Illa Santa Catarina va prendre contacte amb els guaranís que havien pertangut a l'expedició d'Aleixo Garcia. Aquest havia estat un nàufrag d'una de les naus de Solís, que havia fet una expedició cap a l'oest, arribant fins a prop del Perú i tornant amb un enorme tresor de peces de plata, encara que havia estat mort pels indígenes. Els guaranís van informar de la llegenda del Rei Blanc, un monarca d'un país tan ric en plata que estava recobert en ell. Segons els mateixos indígenes, es podia arribar a les terres del Rei Blanc per l'ample riu que havia descobert Solís, ja que aquest s'internava cap a una terra anomenada «Serra de la Plata».
L'abril del 1527, Cabot va ingressar al Riu de la Plata i el 6 d'abril va establir una petita fortalesa anomenada San Lázaro, prop de l'actual ciutat de Carmelo (Uruguai). Allà va trobar a Francisco del Puerto, supervivent de l'expedició de Solís, qui vivia amb els xarrues i li va confirmar l'existència d'un «Imperi de Plata», aigües amunt. El 9 de juny de 1527, Cabot va ordenar establir un fort al que va anomenar Sancti Spiritu, el primer assentament europeu a l'actual territori argentí, prop de l'actual ciutat de Coronda, a la boca del riu Carcarañá, a l'actual província de Santa Fe. Des el fort, Cabot va manar tres expedicions; de dues d'elles res es va saber, però la tercera, comandada per Francisco César, va arribar a una «sierra» (probablement les Serralades de Córdoba) on van trobar un poble (probablement els henia-kamiare, o «comechingones») que «tenien cura de moltons de la terra, i de la seva llana feien robes ben teixides», possiblement també obra de diaguites. Van recollir també peces de plata provinents del nord.
Cabot va remuntar el riu Paraná, arribant fins Itatí. Després va remuntar el riu Paraguai, ingressant aigües amunt pel riu Bermejo, però a causa de la resistència dels payaguaes va tornar a Sancti Spiritu. Allà es va trobar amb un altre expedicionari espanyol, Diego García de Moguer, que havia fet la mateixa ruta que Cabot; Aquest havia estat el primer a anomenar a l'estuari «Riu de la Plata». García va prendre presoners a gran quantitat d'indígenes (possiblement xarrues) i els va manar com esclaus a Espanya, seguint viatge aigües amunt amb un petit bergantí, fins a arribar a Sancti Spiritu.
Inicialment, Alejo García i Cabot van discutir sobre qui dels dos tenia el dret de conquesta. Però poc després, davant la resistència dels timbúes, tots dos van tornar a San Salvador (Uruguai), deixant una petita guarnició a Sancti Spiritu, al comandament de Gregorio Caro. El setembre del 1528, els indis timbúes van atacar a la petita guarnició dels espanyols i la van destruir. Malgrat que inicialment García de Moguer i Cabot van pensar reconstruir el fort Sancti Spíritu, finalment van decidir retirar-se definitivament a Espanya, on van difondre les notícies sobre el Rei Blanc i el Riu de la Plata. Llavors, els portuguesos i espanyols van accelerar els plans per prendre possessió d'aquesta regió, que tots dos consideraven estava del seu costat de la Línia de Tordesillas.
El 1531, Portugal va enviar una gran expedició al comandament de Martim Alfonso de Sousa per prendre possessió del Riu de la Plata i expulsar els espanyols. Va arribar fins a l'Illa Martín García, que va rebatejar Santa Anna, i es va internar pel riu Uruguai. Assabentat que els espanyols de San Salvador havien estat derrotats, va decidir retirar-se al cap de Santa Maria (on actualment es troba La Paloma). Allà prendre mesures astronòmiques i va arribar a la conclusió que estava del costat espanyol de la Línia de Tordesillas, pel que va tornar a Portugal sense realitzar fundació alguna.

## La incursió espanyola al Riu de la Plata

Mapa de les governacions d'Amèrica del Sud (1534-1539), segons la capitulació de Toledo

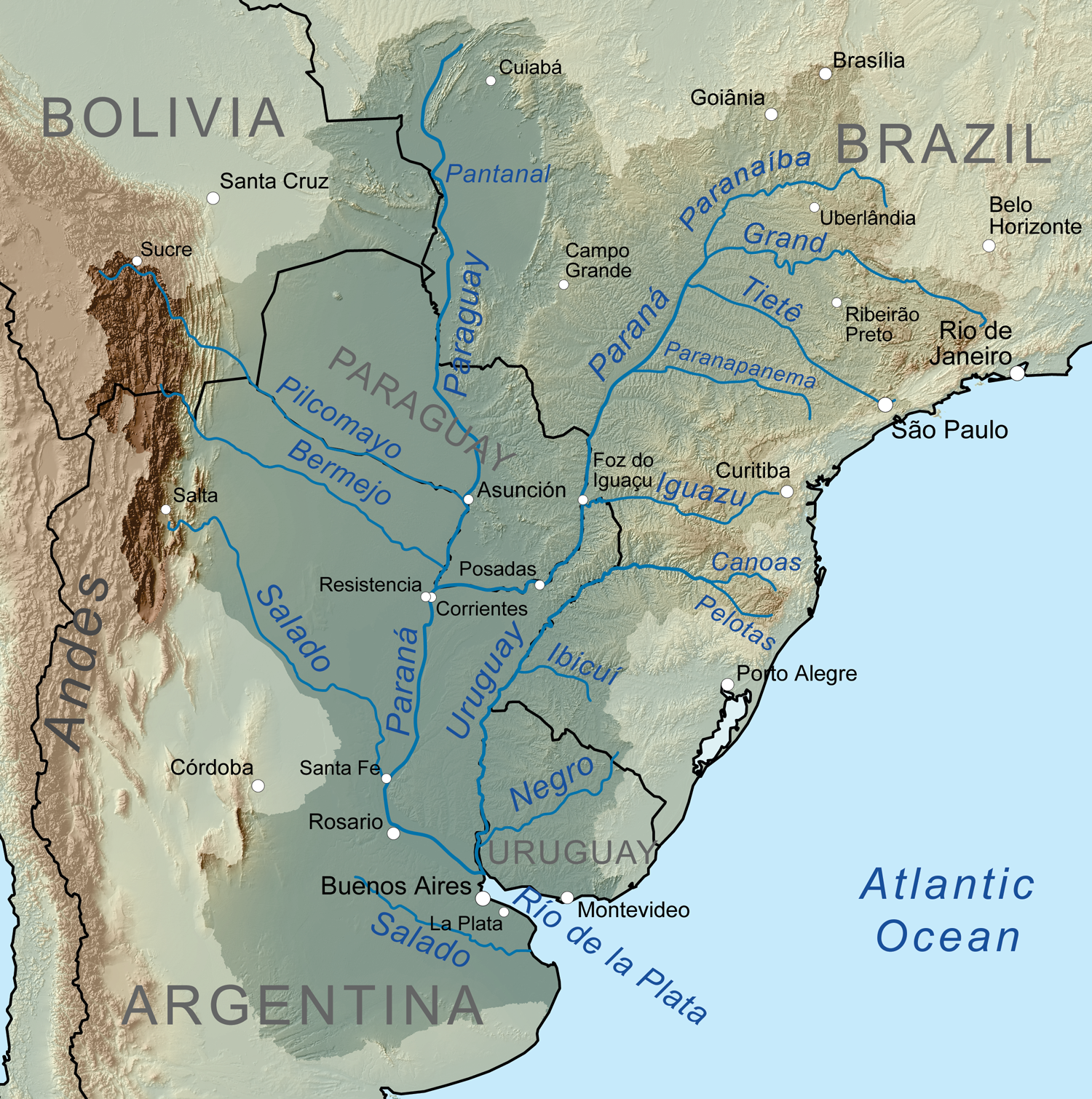
Conca del Riu de la Plata

En aquest període es produeixen les primeres incursions espanyoles a la regió del Riu de la Plata. El 1536, els espanyols van fundar una població precària anomenada Real y Puerto de Santa María del Buen Ayre (l'actual Buenos Aires) que va ser arrasada pels tehueltxes septentrionals boreals (querandís o pampes). Part d'aquest corrent va aconseguir fundar Asunción i assentar-se allà, d'on va partir, a finals de segle, un nou corrent per fundar Buenos Aires el 1580. Malgrat això gairebé tota la regió pampeana va quedar sota domini tehueltxe.
Després de la conquesta del Perú, l'emperador Carles V va lliurar títols sobre les terres de Sud-amèrica en forma de «capitulacions», concedides al millor postor. El 1534, el territori sud-americà al sud de la línia equatorial va ser dividit en cinc governacions: 
- Governació de Nova Castella: al nord de Cusco, assignat a Francisco Pizarro;
- Governació de Nova Toledo: al sud de la mateixa ciutat (i incloent a l'extrem nord-oest de l'actual Argentina), assignat a Diego de Almagro;
- Governació de Nova Andalusia: que incloïa la major part de l'actual nord argentí, la meitat nord de la regió de la Pampa i les províncies de Cuyo, assignat a Pedro de Mendoza;
- Governació de Nova Lleó: al sud de l'anterior, assignat a Simón de Alcazaba;
- Capitulació de Pedro Sancho de la Hoz: que incloïa la meitat sud de l'actual província de Santa Cruz i prosseguia fins al cap Horn, assignat a Pedro Sancho de la Hoz (aquesta capitulació no va tenir cap efecte).

Els sectors estaven assignats per longitud en llegües, ja que es desconeixia per complet la major part de la geografia de la zona.
Pedro de Mendoza va arribar al Riu de la Plata al febrer de 1536 i va fundar el Real y Puerto de Santa María del Buen Ayre, en honor de la verge de Bonaria de la ciutat de Càller (Sardenya), patrona dels navegants. Oficialment s'ha establert que la ciutat s'hauria assentat a l'actual Parc Lezama de Buenos Aires, encara que l'exactitud de la informació està encara posada en dubte. El tracte amb els pampes i querandís que habitaven l'àrea va ser al començament cordial, proveint l'expedició de queviures gràcies a ells; però aquests pobles eren nòmades i portaven una economia de subsistència, pel que aviat les relacions es van tensar, a causa que els espanyols demanaven el que els «indis» no tenien per donar. Així, mentre els capitans de l'expedició recorrien la regió a la recerca d'or i plata, els qui es van quedar a la ciutat guerrejaven constantment contra els indígenes. En aquesta situació després d'una cruel matança d'aborígens, aquests van voltar la ciutat, portant els seus ocupants a la fam i el canibalisme.
Un lloctinent de Mendoza, Juan de Ayolas, va remuntar el riu Paraná, i a la seva riba va fundar el fort Corpus Christi, a prop de les ruïnes de Sancti Spiritus. Al nord del Paraguai, sobre el riu del mateix nom, va fundar Candelaria, sobre el riu Paraguai, des d'on sortiria en direcció a l'Alto Perú com a governador delegat.
Mendoza va partir de tornada a Espanya, morint de sífilis en el trajecte. Per la seva banda, Ayolas va arribar a l'Alto Perú, descobrint l'anhelada «Sierra de la Plata» (en realitat el Cerro Rico de Potosí), on l'expedició espanyola d'Alejo García havia arribat amb anterioritat. Per la seva extraordinària riquesa en plata, Potosí es va convertir en el centre econòmic de la dominació espanyola a Amèrica del Sud. En el camí de tornada, Ayolas va ser mort per indígenes del gran Chaco, possiblement payaguás.
Mentre Ayolas estava absent, Domingo Martínez de Irala i Juan de Salazar de Espinosa van continuar l'exploració del territori que envoltava a Candelaria, poblat de guaranís sedentaris, on van fundar la ciutat d'Asunción el 1537.
Aquest mateix any de 1537, després de rebre la notícia de la mort de Mendoza, la Corona va dictar una reial cèdula el 12 de setembre de 1537; la mateixa determinava que (en cas de mort de Ayolas) quedaria a càrrec un governador triat pel vot dels habitants. Abans de rebre notificació de la reial cèdula, la població d'Asunción havia triat governador Domingo Martínez de Irala, que va entrar en conflicte amb Francisco Ruiz Galán, que governava Buenos Aires com a comissionat de Pedro de Mendoza a càrrec de Buenos Aires. L'arribada de la reial cèdula va confirmar el poder d'Irala, que va ordenar el despoblament de Buenos Aires l'any 1541.
Les capitulacions havien tingut pobres resultats, ja que amb prou feines havien aconseguit la fundació d'Asunción. Però aquesta ciutat va perdurar i va seguir enfortint-se contínuament, i es va constituir en la principal base espanyola per a la conquesta i colonització de gairebé tota la conca de la Plata.

## La instal·lació espanyola al Tucumán

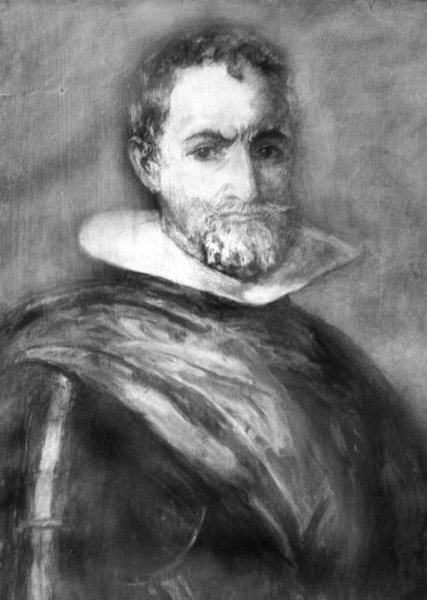
Francisco de Aguirre (1500-1581), fundador de Santiago del Estero

En aquest període l'Imperi espanyol va intentar conquerir la regió de Tucma, nom que els espanyols van acabar castellanitzant com Tucumán. La regió estava poblada per una sèrie de senyorius pertanyents a la Confederació Diaguita, que tenia una població aproximada de gairebé mig milió de persones. Els espanyols van fundar algunes ciutats (Santiago del Estero (1553), Londres (1558), San Miguel de Tucuman (1565), Nuestra Señora de Talavera (1567), Córdoba (1573), Salta (1582), San Salvador de Jujuy (1593)), però la resistència diaguita, especialment a través de les Guerres calchaquies els impediria dominar el territori fins a les darreres dècades del segle següent.
L'interior argentí va començar a ser explorat poc després de la conquesta del Perú. El 1535, Diego de Almagro va recórrer el nord a la recerca d'un pas cap a Xile, però no va deixar cap fundació ni descripció del que va recórrer.
En 1543, Diego de Rojas va ingressar a la regió per la Puna, iniciant el que es coneix històricament com la «Gran Entrada»; lluitant freqüentment amb els indígenes que trobava al seu pas, va recórrer les Valls Calchaquíes, va baixar al sud de l'actual província de Tucumán, i d'allí va arribar fins a les serralades de Guasayán, on va ser mort a mans dels juríes per una fletxa enverinada.
Sota la direcció de Francisco de Mendoza, l'expedició va marxar cap al sud-est, arribant el riu Paraná en el punt on havia estat el fort de Sancti Spiritu. Els mateixos expedicionaris van assassinar Mendoza, acusant-lo de tractar-los despòticament, i van tornar al Perú. Van ser aquests expedicionaris que van anomenar a la regió «Tucumán», potser combinant dos noms indígenes: «Tucma» (domini d'indígenes tonocotés a la conca dels rius Gastona i Marapa) i «Tucumanaho» (un poble situat a les Valls Calchaquíes).
El 1549 va arribar una expedició enviada pel «pacificador» Pedro de La Gasca, al comandament de Juan Núñez de Prado. El 1550 va realitzar la seva primera fundació: la ciutat de El Barco, al peu de la Serra de l'Aconquija, a l'actual província de Tucumán. Poc temps després, va arribar a la regió Francisco de Villagra, lloctinent de l'adelantado de Xile, Pedro de Valdivia, al·legant que aquestes terres corresponien a la jurisdicció de Xile; per la qual cosa Núñez del Prado va traslladar la ciutat a les Valls Calchaquies. Allà s'havien instal·lat diverses parcialitats aborígens de l'ètnia diaguita, fugint de la persecució espanyola; els mateixos van atacar repetidament la ciutat, obligant a Núñez del Barco a traslladar-la novament cap a l'est el 1552, establint-se a la vora del riu Dulce. Assabentat d'això, Valdivia va enviar a Francisco de Aguirre per reemplaçar a Núñez del Prado, a qui va arrestar i va enviar presoner al Perú. A continuació va ordenar a la població de la ciutat traslladar-se dos kilòmetres al sud, on va fundar la ciutat de Santiago del Estero (1553).
Durant deu anys, el Tucumán va seguir sent una dependència de Xile; en aquest període, Juan Pérez de Zurita va fundar les ciutats de Cañete en el lloc anomenat Ibatín, prop de la primera El Barco; Londres, a l'oest de l'actual Catamarca; i Córdoba del Calchaquí, a la vall del mateix nom.
El virrei del Perú va decidir llavors separar la província del Tucumán de Xile, i va enviar com a governador a Gregorio de Castañeda; aquest va fundar la ciutat de Nieva al sud de l'actual província de Jujuy.

## La primera Guerra Calchaquí i la Rebel·lió de Viltipoco
El 1560, la Confederació Diaguita, liderada pel cacic Juan Calchaquí i els curacas Quipildor i Viltipoco van atacar diversos assentaments de l'Imperi Espanyol a Tucumán, arrasant Cañete, Córdoba de Calchaquí i Londres. L'enfrontament és conegut com la Primera Guerra Calchaquí i va acabar amb la derrota dels espanyols. A causa d'això, el Rei espanyol va decidir el 1563 separar el Tucumán de Xile i organitzar la regió com una governació depenent del virrei del Perú, alhora que el governador Castañeda va ordenar despoblar totes les ciutats, amb excepció de Santiago del Estero.
El 1594, Viltipoco va liderar una nova ofensiva indígena contra els espanyols, en aquesta oportunitat només realitzada pels omaguacas. En aquesta oportunitat els omaguacas van ser derrotats quan el capità espanyol Francisco de Argañaras i Murguía i un petit grup va aconseguir infiltrar-se en la Quebrada de Humahuaca i atacar per sorpresa el campament indígena, matant als cacics i capturant a Viltipoco, que va ser portat a San Salvador de Jujuy on va morir a la presó alguns anys després.

## La corrent colonitzadora de l'est
Al Riu de la Plata, la colonització s'havia concentrat en el Paraguai, on els guaranís eren nombrosos, sedentaris i fàcilment comandats. Domingo Martínez de Irala es va mostrar particularment eficaç per sotmetre als indígenes sense excessos de violència.
Després de la notícia de la mort de Mendoza, el Rei va nomenar adelantado del Riu de la Plata a Álvar Núñez Cabeza de Vaca, que va naufragar a l'illa Santa Catarina i va decidir fer el trajecte cap a Asunción a peu; en el trajecte va descobrir les cascades de l'Iguaçú. Un cop a Asunción, Cabeza de Vaca va trigar diversos mesos a ser reconegut com a governador, càrrec que va assumir al març de 1542; dos anys més tard va ser deposat i enviat presoner a Espanya, acusat de despotisme i de responsabilitat en un incendi que havia arrasat la ciutat d'Asunción.
En el seu reemplaçament, Irala va assumir novament el govern, que acabava de tornar d'una fracassada expedició al Perú. Durant el lustre següent, aquest va haver d'enfrontar successius alçaments dels guaranís, que va aixafar amb crueltat. El 1554, va fundar la Vila d'Ontiveros, aigües amunt dels Saltos del Guairá.
Per accelerar el procés de colonització de la zona, Irala va autoritzar als seus homes a prendre concubines indígenes, de manera que es va formar una generació de mestissos, eufemísticament anomenats «mancebos de la tierra» (mossos de la terra). Irala va tenir diverses «criades», de les quals va tenir desenes de fills mestissos, dels quals va reconèixer com a legítims a nou. Va morir a Asunción el 1556.
El 1547, el papa Pau III va fundar la diòcesi del Riu de la Plata, amb seu a Asunción. Poc abans de la mort del governador havia arribat a aquesta ciutat el segon bisbe, Pedro de la Torre.
En els anys que van seguir la mort d'Irala, la ciutat d'Asunción es va mantenir gairebé com a única ciutat d'un vast territori. La Vila d'Ontiveros va ser traslladada a la Ciudad Real del Guayrá (a la regió de l'alt Paraná anomenada Guayrá), que incloïa la major part del que avui és l'estat brasiler de Paraná. A aquesta ciutat la van acompanyar Villa Rica del Spírictu Santo (1570) i Santiago de Xerez (1580), ambdues fundades per Ruy Díaz de Melgarejo.
Enviat originalment per Irala, Ñuflo de Chávez va creuar el Chaco boreal i el 1561 va fundar Santa Cruz de la Sierra, perquè servís de nexe entre el Paraguai i el Perú. La seva ubicació original estava molt lluny de les terres altes, al lloc actualment anomenat Santa Cruz la Vieja, a la serra de Chiquitos. Trenta anys més tard, la ciutat es va traslladar uns 200 km a l'oest, fins a la seva ubicació actual. Poc temps més tard va ser separada de la governació del Paraguai i inclosa en la província de Charcas (la que més tard es va anomenar Alto Perú i actualment Bolívia).

## Els últimsadelantadosi Juan de Garay
El 1567 va ser nomenat adelantado del Riu de la Plata l'acabalat conqueridor del Perú Juan Ortiz de Zárate, però va viatjar a Espanya per confirmar el càrrec per capitulació amb el rei Felip II, deixant en el seu lloc a una sèrie de governadors interins, entre els quals destacaria el seu nebot Juan de Garay.
Ansiós d'«obrir portes a la terra» (és a dir, fundar un port a través del qual comunicar el Paraguai amb Espanya), Garay va organitzar una gran expedició, i al front d'ella va marxar aigües avall per la costa del Paraná. Buscant prop del lloc històric de Sancti Spiritu un lloc on fundar una ciutat, es va trobar envoltat d'indígenes timbús, sent rescatat per una partida espanyola; va resultar ser el governador del Tucumán, Jerónimo Luis de Cabrera, que va reclamar a Garay que aquestes terres pertanyien a la seva jurisdicció. La discussió acalorada que van mantenir va convèncer a Garay d'allunyar una mica al nord, on al novembre de 1573 va fundar la ciutat de Santa Fe de la Vera Cruz, en el lloc que avui ocupa la localitat de Cayastá.
Mentrestant va tornar d'Espanya Ortiz de Zárate, que va haver de passar més d'un any en la Banda Oriental del riu Uruguai guerrejant amb els xarrues; allà va fundar la ciutat de San Salvador, prop de l'actual Dolores. Aquesta «ciutat zaratina» va haver de ser evacuada pocs mesos més tard. Ortiz de Zárate va morir a Assumpció el 1576, després de menys d'un any de govern.
Juntament amb l'adelantado, havien arribat també a Asunción als primers frares franciscans; d'entre ells va sobresortir fra Luis de Bolaños, que va començar una important tasca missionera entre els indígenes; va fundar diverses reduccions d'indígenes (en general guaranís) i va reunir-hi els indígenes, minimitzant el risc dels indígenes insubmisos per a les poblacions espanyoles, però al mateix temps lliurant de les comandes. Seguiria missionant i fundant reduccions fins al 1615, en què va fundar l'actual ciutat d'Itatí.
Ortiz de Zárate va ser succeït per Juan Torres de Vera y Aragón, que va accedir al títol d'adelantado per casament amb la filla mestissa de Zárate. Perseguit pel virrei Francisco de Toledo i arrestat, va ser reemplaçat per successius governadors, entre ells Juan de Garay, que va aprofitar l'ocasió per marxar cap a l'estuari del Riu de la Plata, i a les seves ribes (no lluny d'on Mendoza havia fundat el «reial» port de Buenos Aires) va fundar el 1580 la ciutat de Trinidad y Puerto de Santa María del Buen Ayre); el nom del port havia sobreviscut, i aviat la ciutat canviaria el seu per l'actual de Buenos Aires.
Gairebé simultàniament amb la fundació de Buenos Aires va esclatar a Santa Fe la Revolució dels Set Caps. Els seus capitostos eren set joves criolls (que aparentment pretenien conservar els seus privilegis de fundadors enfront dels espanyols) que van ser derrotats i executats.
Garay va ser mort pels timbús el 1583. Dos anys més tard, el seu successor Alonso de Vera y Aragón (anomenat cara de gos per diferenciar-lo d'altres dos capitans del mateix nom) va fundar la ciutat de Concepción de Buena Esperanza, més coneguda com a Concepción del Bermejo, enmig de la regió chaqueña; a través d'aquesta ciutat, el Paraguai es comunicava amb el Tucumán.
En 1588, finalment Juan Torres de Vera y Aragón va poder fer-se càrrec de la Governació del Riu de la Plata i del Paraguai; el seu primer acte (en aquest mateix any) va ser la fundació de San Juan de Vera de las Siete Corrientes per completar la cadena de ports que comuniqués amb Espanya. La mateixa estava situada a la confluència dels rius Paraná i Paraguai.
A l'any següent, Vera i Aragón va marxar cap a Charcas i després a Espanya, on va pretendre fer-se reconèixer com adelantado i fer el títol hereditari. Després de fracassar en els seus intents, tornaria efímerament a Asunción el 1601, per viatjar novament a Charcas, on moriria el 1613. Va ser l'últim adelantado del Riu de la Plata: el llarg plet va demostrar a la Corona la inconveniència d'insistir en aquest tipus de càrrecs.
El 1593, assumia com a governador del Paraguai i el Tucumán un americà, nascut a Charcas: Hernando Arias de Saavedra, que passaria a la història amb el nom d'Hernandarias.

## La corrent colonitzadora de l'oest
La regió Cuyo va ser explorada per primera vegada per Francisco de Villagra, que portava expedicionaris des de Cusco cap a Xile; se suposa que va creuar les Serralades de Córdoba i va passar per la vall del riu Mendoza. En el seu camí va descobrir l'existència dels indígenes huarpes, de caràcter menys bel·licós que la majoria dels seus veïns.
Després del traspàs de la província del Tucumán a la dependència directa del virrei del Perú, els governants de Xile no van renunciar a estendre a l'est dels Andes; al març de 1561, Pedro del Castillo va fundar la ciutat de Mendoza. A l'any següent, Juan Jufré va creuar la vall d'Uspallata i va arribar a la quasi abandonada Mendoza, on va fundar oficialment la ciutat de «Resurrección»; no obstant això, després que la fundació quedés efectiva, va prevaler el nom anterior. A continuació es va traslladar a la vall d'Ullum, on el juny de 1562 va fundar San Juan de la Frontera. Dos anys més tard, la conca dels rius Mendoza, Tunuyán i San Juan (més un territori addicional no ben delimitat cap al nord i el est) van passar a conformar el Corregiment de Cuyo, dependent de la Capitania General de Xile, amb capital a San Juan.
El 1593, era Corregidor de Cuyo Luis Jufré de Loaiza i Meneses, fill de Juan Jufré; aquest any, una inundació causada pel riu San Juan va obligar a traslladar la ciutat 25 quadres al sud; d'acord amb un cronista, es tractava d' «un rancherío que no es diferenciava gaire dels llogarets dels huarpes». La capçalera del corregimiento es va traslladar a Mendoza.
Jufré també va tornar a començar el repartiment en comandes dels indígenes de llengua huarpe situats fora de les valls dels rius principals, amb la qual cosa es van fixar els límits del corregiment en concordança amb els límits de les poblacions huarpes. Com havia poblacions huarpes a la zona de les Serralades de San Luis i la vall del riu Conlara, va dirigir una expedició a la zona; allí va fundar a 1594 la ciutat de San Luis de Loyola Nueva Medina de Rioseco el 1594. Atès que l'objectiu era establir drets sobre la zona, la ciutat va ser aviat abandonada. Però va ser definitivament fundada el 1596, sent coneguda com a «San Luis de la Punta de los Venados».
Durant més d'un segle, la regió de Cuyo va viure una vida aïllada de la veïna província del Tucumán; la seva principal funció era proveir d'indígenes huarpes mansos per traslladar-los a Santiago de Xile, on eren sotmesos a comanda. Diverses fonts testifiquen que aquesta va ser una de les ètnies més durament tractades pels conqueridors, que els van tractar pràcticament com a esclaus. Per a l'època de la independència de l'Argentina, els huarpes s'havien extingit com a ètnia, encara que alguns pobladors de les llacunes de Guanacache i algunes altres zones conservava certes formes de vida relacionades amb aquesta ètnia, i majoritàriament conservaven cognoms d'aquest origen.

## Exploracions europees a la Patagònia
Simón de Alcazaba també va viatjar a l'actual territori argentí, acompanyat d'un grup anomenat «els lleons»; a principis de 1535, l'expedició va arribar al golf de San Jorge (actual província de Chubut) on va fundar el fort denominat Nueva León, des del qual van realitzar diverses expedicions. No obstant això, a causa de les inclemències del clima i el terreny, els pocs supervivents es van amotinar, van matar a Alcazaba i es van dedicar a la pirateria.
Pedro Sancho de la Hoz mai va arribar al territori que li havia estat assignat; va ser ajusticiat el 1547 a Santiago de Xile.
El 1578, va vorejar la Patagònia el pirata anglès Francis Drake, que va aconseguir creuar l'Estret de Magallanes i va assolar les costes de Xile i el Perú. En resposta, el virrei Francisco Álvarez de Toledo va encarregar al navegant Pedro Sarmiento de Gamboa fortificar l'estret i evitar que en el futur pogués ser creuada de navegants estrangers; Sarmiento de Gamboa va arribar a principis de 1580 a l'estret, fundant allí dos precàries fortificacions, pomposament anomenades Ciudad del Nombre de Jesús (al costat del cap Vírgenes) i Ciudad del Rey Felipe. Però les poblacions no tenien cap mitjà de subsistència; Sarmiento de Gamboa va ser arrossegat molt lluny d'allà, on va ser pres presoner per vaixells anglesos. La població de les dues localitats de l'estret van morir de fam, amb la sola excepció d'un únic marí, que va ser pres presoner pel pirata Thomas Cavendish, de qui va fugir davant de les costes peruanes.
La Patagònia no tornaria a veure intents de poblament europeu fins a l'últim quart del segle xviii.

## La corrent colonitzadora del nord
El 1563 el rei Felip II va decretar la formació de la governació del Tucumán; que passava a dependre de l'Audiència de Charcas. Va nomenar governador de la mateixa a Francisco de Aguirre, que va derrotar i va executar a Juan Calchaquí i va refundar Londres; no obstant això, els espanyols es van mantenir allunyats de les Valls Calchaquíes. El 1565, Diego de Villarroel va fundar la ciutat de San Miguel de Tucumán a Ibatín, on abans hi havia existit Cañete. El 1567, un grup d'espanyols rebels van fundar la ciutat de Nuestra Señora de Talavera, també anomenada Esteco.
El successor d'Aguirre, Jerónimo Luis de Cabrera, va buscar desprendre de la tutela de Charcas, orientant la colonització cap a l'oceà Atlàntic per relacionar-se directament amb Espanya. Així, el 1573 va fundar la ciutat de Córdoba de la Nueva Andalucía. A continuació es va traslladar al riu Paraná; en arribar a les seves ribes es va trobar amb el tinent de governador Juan de Garay, provinent d'Asunción, amb qui va discutir sobre els límits del Tucumán; veient la superioritat numèrica de la gent que portava Garay, va tornar a Córdoba sense fer cap fundació al Paraná. Dos anys més tard va fundar San Francisco de Álava, però aquesta va ser incendiada pels indígenes omaguacas.
El successor de Cabrera, Gonzalo de Abreu y Figueroa, va executar a Cabrera i va arrestar Garay, a qui va obligar a acompanyar-lo per enfrontar als calchaquíes. Després de fracassar dues vegades en la fundació d'una ciutat anomenada San Clemente a la Vall de Lerma, va haver d'abandonar novament aquesta regió. El seu successor, Hernando de Lerma, va fundar finalment la ciutat de San Felipe de Lerma del Valle de Salta el 1581, a meitat de camí entre els bel·licosos diaguitas i els també perillosos omaguacas.
Durant el govern de Lerma, va arribar a Santiago del Estero fra Francisco de Victoria, el primer bisbe de la Diòcesi del Tucumán, amb seu a Santiago del Estero fins 1699, en que seria traslladada a la ciutat de Córdoba. Entre 1590 i 1594 va missionar entre els indígenes més salvatges Sant Francisco Solano, que també es va esforçar per moralitzar i cristianitzar els costums dels colons espanyols.
En 1591, el governador Juan Ramírez de Velasco va fundar Todos los Santos de la Nueva Rioja. A l'any següent va fundar Madrid de las Juntas, a la vora del riu Pasaje, prop de Salta, i va ordenar traslladar-hi la totalitat de la població d'Esteco. El 1593, el seu subordinat Francisco de Argañaraz y Murguía va fundar San Salvador de Jujuy, al mateix lloc que anteriorment havien ocupat Nieva i San Francisco de Álava, a l'extrem sud de la Quebrada de Humahuaca.
El següent governador, Fernando de Zárate (el primer governador del Tucumán nascut a Amèrica) va haver d'enfrontar l'alçament generalitzat dels omaguacas, dirigits pel cacic Vitilpoco, que van ser molt difícilment vençuts. En acabar el segle, només les Valls Calchaquíes seguien sent inexpugnables per als espanyols, i fins i tot s'havia aconseguit iniciar la conquesta del Chaco; durant el segle següent, la primera d'aquestes regions seria finalment ocupada, i la segona es tornaria impossible de colonitzar durant gairebé tres segles.
Com un fet simbòlic que marcava un canvi d'època, en el mateix any de 1593 en què Zárate era nomenat governador del Tucumán, un altre nascut a Amèrica, Hernandarias, també era nomenat governador del Riu de la Plata.

## Descobriment i presa de possessió de l'Antàrtida

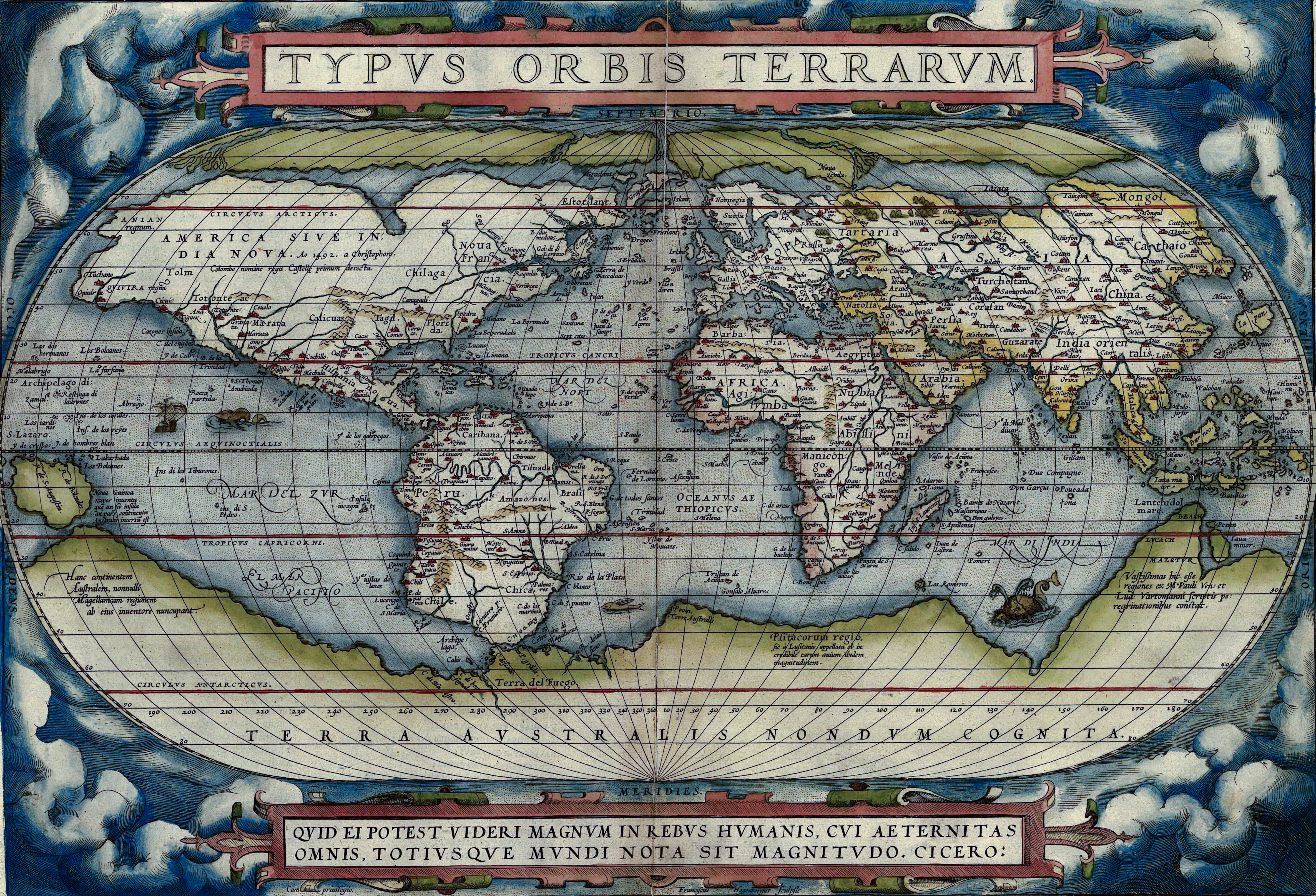
Mapamundi d'Abraham Ortelius (1570), on apareix la Terra Australis Incognita. Aquest mapa, com en el de Martin Waldseemüller. És un dels primers que representa el «Nou Món» (Amèrica) separat de la Terra Incognita per l'estret de Magallanes, encara que el marí al servei d'Espanya anomenat Fernão de Magalhães en realitat el que havia descobert era l'estret interoceànic que avui porta el seu cognom. Pel que fa a la separació real entre Amèrica i l'Antàrtida, la mateixa va ser descoberta en 1526 per l'espanyol Francisco de Hoces, i per aquest motiu els experts en geografia denominen l'àrea oceànica en qüestió Mar de Hoces

El navegant espanyol Gabriel de Castilla va salpar de Valparaíso el març de 1603, al comandament de tres naus en una expedició encomanada pel seu cosí germà, el virrei del Perú Luis de Velasco y Castilla, per reprimir les incursions de corsaris neerlandesos en els mars al sud. Pel que sembla aquesta expedició va arribar als 64° S. No s'han trobat encara en els arxius espanyols els documents que confirmin la latitud aconseguida i si van realitzar albiraments de terres, però, el relat del mariner holandès Laurenz Claesz (en un testimoni sense data, però probablement posterior a 1607), documenta la latitud i l'època. Claesz declara que ell: 
| « | he navegat sota l'Almirall don Gabriel de Castilla amb tres vaixells al llarg de les costes de Xile cap a Valparaiso, i des d'allí cap a l'estret [de Magallanes], a l'any de 1604; i vaig estar al març als 64 graus i allí vam tenir molta neu. En el següent mes d'abril vam tornar de nou a les costes de Xile. | » |

El 30 d'abril de 1606, Pedro Fernández de Quirós va prendre possessió de totes les terres del sud fins al Pol per la Corona d'Espanya a Espiritu Santo, a Vanuatu, que la va anomenar «Austrialia del Espíritu Santo» pensant que era part de la Terra Australis incognita.
Una altra suposició és que al segle xviii la península Antàrtica i els arxipèlags de les Antilles Australs van ser freqüentment visitats per caçadors de foques espanyols i hispanoamericans, els que haurien ocultat els territoris en qüestió per evitar la competència (especialment dels britànics). La presència d'aquests caçadors estaria testificada per la trobada de possibles restes dels seus refugis a les costes orientals de la península Antàrtica.

## El final delseglexvi
En finalitzar el segle xvi, gran part del territori de l'actual Argentina havia patit un enorme canvi; la població indígena havia iniciat un dràstic descens, que l'arribada de nous pobladors europeus no arribava a compensar. En total, els habitants de raça europea i els seus descendents mestissos no sumaven més que uns pocs milers de persones.
La població indígena no havia iniciat encara migracions massives d'importància, i cada parcialitat estava situada aproximadament al mateix lloc en què l'havien trobat els espanyols. Sí, en canvi, s'havien produït migracions internes entre els territoris ocupats per parcialitats, tant forçats pels espanyols (que obligaven als indígenes a reduir-se en un nombre limitat de pobles) com fugint dels mateixos; així, gran part de la població de parla cacana o diaguita s'havia traslladat a les Valls Calchaquíes, on podia defensar-se eficaçment dels conqueridors.
Algunes ètnies estaven formades per un nombre molt limitat de persones, de manera que la pressió de la conquesta va portar a la seva ràpida extinció; tal va ser el cas dels sanavirons (la desaparició completa data de començaments del segle xvii). Altres comunitats aconseguir adaptar-se bastant ràpidament a la convivència amb els conqueridors i van abandonar en poques generacions els seus costums i la seva llengua; un cas paradigmàtic és el dels comechingones, el procés d'adaptació es va veure facilitat pel fet que no es diferenciaven fàcilment dels «blancs», ja que els homes tenien barbes.
La població espanyola estava limitada a un conjunt de ciutats (quinze en total), disseminades per un enorme territori de més d'un milió de km². Cada ciutat, dissenyada en quadrícula, comptava amb una plaça i una església; les cases dels veïns principals eren construccions senzilles de tova i teules àrabs, amb finestres i finestrons de fusta, sense vidres. La resta de la població (i, a les ciutats menors, fins i tot els veïns principals) eren ranxos de fang i palla, amb sostre de palla.
Administrativament, hi havia tres governacions: el Tucumán, el Riu de la Plata i el corregimient de Cuyo, dependència de la Capitania General de Xile. Les relacions entre aquests territoris eren molt esporàdiques, i fins i tot els contactes entre ciutats no anaven molt més enllà de les ordres dels governadors, els trasllats militars i les migracions. El comerç era pràcticament inexistent, i fins i tot els materials metàl·lics i robes portades des d'Espanya viatjaven juntament amb els seus usuaris.
Les activitats econòmiques principals eren l'agricultura i la ramaderia; la primera estava clarament en mans de serfs indígenes, repartits en comanda. La ramaderia, en canvi, era una activitat duta a terme per propietaris espanyols, amb assistents indígenes. En diverses zones, i molt especialment a Buenos Aires, l'activitat ramadera estava limitada a la caça de bestiar cimarró o salvatge; les vaques reemplaçarien gradualment al cavall com a objecte d'aquesta caça, però encara faltava un temps per al desenvolupament definitiu de les vaqueries.